# Publier
Publier é uma comuna francesa na região administrativa de Auvérnia-Ródano-Alpes, no departamento da Alta Saboia. Estende-se por uma área de 8.92 km². Em 2010 a comuna tinha 7 475 habitantes (densidade: 838 hab./km²).